# Fuga de carbono

Evolución de las emisiones de dióxido de carbono por continentes de 1800 a 2017

La fuga de carbono es el aumento en las emisiones de gases de efecto invernadero (GEI) en un país como resultado de la reducción de estas emisiones en un segundo país con una política climática más estricta.
La fuga de carbono puede ocurrir por varias razones:
- Si la política de emisiones de un país eleva allí los costes, entonces otro país con una política más laxa puede tener una ventaja comercial. Si permanece la demanda de los bienes producidos a costa de estas emisiones, las empresas pueden decidir deslocalizar la producción  al país más barato, y las emisiones mundiales no se reducirán. Para disminuir la actual emergencia climática, no vale reducir las emisiones en un país si aumentan en otro, porque todos los países comparten la misma atmósfera, en la que se vierten esas emisiones que causan el efecto invernadero.[2]
- Si las políticas ambientales en un país imponen una tasa sobre ciertos combustibles o productos, entonces la demanda puede disminuir y caer su precio. Los países que no aplican esa tasa pueden entonces asumir esa disminución de la demanda, con lo que la producción (y las emisiones que lleva aparejadas) será igual.[2]

Debe aclararse que, en la expresión "fuga de carbono", carbono significa en realidad "emisiones de gases de efecto invernadero" (esto se detalla en Neutralidad de carbono). Asimismo se ha empleado la palabra "fuga", traducción del inglés leakage, con un significado muy distinto del habitual (escape). No es que el dióxido de carbono se escape de un país para salir por otro, sino que las medidas impuestas por el primer país hacen que allí se emita menos, mientras que en el segundo, sin esas medidas, se emite más.
No hay consenso sobre la magnitud de los efectos de fuga a largo plazo. Esto es importante para el problema del cambio climático.
La fuga de carbono es un tipo de efecto indirecto (spillover, derrame). Los efectos indirectos pueden ser positivos o negativos; por ejemplo, la política de reducción de emisiones en países desarrollados podría conducir a desarrollos tecnológicos que ayuden a las reducciones en otros países más allá de lo previsto por esa política.
«La fuga de carbono se define como el aumento de las emisiones de CO2 fuera de los países que toman medidas de mitigación del cambio climático dividido por la reducción de las emisiones de estos países». Se expresa en porcentaje, y puede ser mayor o menor del 100 %. Su cálculo es complejo e incierto porque, si bien hay datos de reducción de emisiones de muchos países (y aumento en otros) a lo largo del tiempo, resulta muy complicado demostrar que determinadas reducciones en unos países son la causa de aumentos en otros. El experto Pedro Hinojo califica de «casi imposible» su estimación empírica.
La fuga de carbono puede ocurrir a través de cambios en los patrones comerciales, y eso a veces se mide como el balance de emisiones incorporadas en el comercio (BEET por sus siglas en inglés).
No debe confundirse la fuga de carbono (carbon leakage) con la compensación de carbono (carbon offset). En la fuga, la reducción de emisiones en un país queda anulada por el posterior aumento en otro, mientras que en la compensación, una emisión en un lugar se equilibra posteriormente, en un lugar distinto (pero puede ser del mismo país) con una reducción de emisiones o aumento de la fijación del dióxido de carbono (generalmente plantando o ampliando bosques).

## Tecnologías de carbón, petróleo y alternativas
El problema de la fuga de carbono puede interpretarse desde la perspectiva de la dependencia de la sociedad del carbón, el petróleo y las tecnologías alternativas (menos contaminantes), por ejemplo, la biomasa. Esto se basa en la teoría de los recursos no renovables. En principio, las emisiones potenciales del carbón, el petróleo y el gas natural están limitadas por el suministro de estos recursos (si a una central térmica llegan mil toneladas de carbón, no podrá emitir más GEI que los resultantes de quemar esas mil toneladas). Pero se ha demostrado que quemar todos los combustibles fósiles disponibles conduciría rápidamente a un cambio climático nocivo para la humanidad. Por ello, desde el Acuerdo de París, se están imponiendo en todos los países reducciones de emisiones, pero a ritmos muy distintos y con cumplimientos dispares.
Una política que fijara un impuesto sobre el carbono solo en los países desarrollados podría conducir a una fuga de emisiones a los países en desarrollo. Se hipotetizó que también podría dar lugar a una fuga negativa (es decir, una disminución de las emisiones tanto en los países que aplicaran el impuesto como en los que no) debido a una disminución en la demanda y el precio del petróleo y el gas, pero esto no se ha observado.

## Esquemas actuales
Las estimaciones de la fuga de carbono que podían ocasionar las medidas tomadas por el Protocolo de Kioto oscilaban entre el 5 y el 20 %, como resultado de una pérdida de competitividad de los precios, pero estas tasas de fuga se consideraron muy inciertas. Para las industrias de gran consumo energético, los efectos beneficiosos de las acciones del Anexo I de este protocolo a través del desarrollo tecnológico se consideraron posiblemente sustanciales. Este efecto beneficioso, sin embargo, no había sido cuantificado de forma fiable. Sobre la evidencia empírica que evaluaron, Barker et al . (2007) concluyeron que las pérdidas competitivas de las acciones de mitigación vigentes en ese momento, por ejemplo, el EU ETS, no eran significativas.
Los esquemas recientes de emisiones de América del Norte, como la Iniciativa Regional de Gases de Efecto Invernadero y la Iniciativa Climática Occidental, están buscando formas de medir e igualar el precio de las "importaciones" de energía que entran en su región comercial

## Para saber más
- Markandya, A. (2001). «7.4.3 Valuation of Spillover Costs and Benefits. In (book chapter): 7. Costing Methodologies. In: Climate Change 2001: Mitigation. Contribution of Working Group III to the Third Assessment Report of the Intergovernmental Panel on Climate Change (B. Metz et al. Eds.)». Print version: Cambridge University Press, Cambridge, U.K., and New York, N.Y., U.S.A.. This version: GRID-Arendal website. Archivado desde el original el 5 de agosto de 2009. Consultado el 12 de mayo de 2010.
- Reinaud, J. (October 2008). «Issues behind Competitiveness and Carbon Leakage- Focus on Heavy Industry. IEA information paper». International Energy Agency (IEA), Head of Communication and Information Office, 9 rue de la Fédération, 75739 Paris Cedex 15, France. p. 122. Archivado desde el original el 15 de junio de 2010. Consultado el 12 de mayo de 2010.
- Reinaud, J. (October 2008). «Climate Policy and Carbon Leakage- Impacts of the European Emissions Trading Scheme on Aluminium. IEA information paper». International Energy Agency (IEA), Head of Communication and Information Office, 9 rue de la Fédération, 75739 Paris Cedex 15, France. p. 45. Archivado desde el original el 15 de junio de 2010. Consultado el 12 de mayo de 2010.

- Datos: Q3736894